# Бауэрс, Джозеф Оливер
Джозеф Оливер Бауэрс (Боуэрс, англ. Joseph Oliver Bowers; 28 марта 1910 — 5 ноября 2012) — католический прелат из Доминики, служивший епископом Сент-Джонса — Бастера в 1971—1981 годах. До этого с 1953 года был епископом Аккры. Стал первым чернокожим католическим епископом из Западного полушария и первым, кто рукоположил чернокожих священников. Был членом конгрегации вербистов.
Его заслугам приписывают утроение количества католиков и приходов в Гане, включая существенное увеличение числа католических священников и мирян в епархии Аккры. На момент своей смерти в Гане в возрасте 102 лет он был вторым по возрасту католическим епископом и старейшим из стран Карибского бассейна.

## Биография
Бауэрс родился 28 марта 1910 года в Доминике в семье Монтегю Бауэрса (родом из Антигуа) и его жены Мэри. Получил образование в гимназии Доминики, а затем отправился в Соединенные Штаты, чтобы поступить в семинарию Святого Августина в Бэй-Сент-Луис, штат Миссисипи. Был рукоположен 22 января 1939 года и продолжил служение священника в Обществе Божественного Слова. Затем он был назначен вспомогательным епископом Аккры в Гане и титулярным епископом Кипарисии. Бауэрс был назначен епископом Аккры 8 января 1953 года и получил епископское посвящение 22 апреля 1953 года от кардинала Фрэнсиса Спеллмана в церкви Богоматери в Бэй-Сент-Луис, став первым чернокожим епископом, рукоположенным в США.
В 1957 году Бауэрс основал в Аккре организацию «Служанки Божественного Искупителя» (Handmaids of the Divine Redeemer, HDR), занимающуюся помощью бедным. Он также был основателем семинарии и колледжа Святого Иоанна, известных с 2012 года как Старшая средняя школа и малая семинария Папы Иоанна.
Бауэрс присутствовал на Втором Ватиканском соборе 1962—1965 годов в числе примерно 3000 епископов со всего мира.
В знак признания его работы в Гане, когда в 1971 году в Вест-Индии была создана епархия Сент-Джонс-Бастер, включавшая острова Антигуа и Барбуда, Сент-Китс и Невис, Монтсеррат, Ангилья и Британские Виргинские острова, её первым епископом 16 января 1971 года был назначен Бауэрс, став главным пастором в Антигуа. 17 июля 1981 года он ушёл с церковной службы на покой; после нескольких лет, проведённых в Чарльстауне на острове Невис, вернулся в Доминику, где жил в Мао под присмотром своей сестры.
В 1990-х годах сёстры HDR, некоторые из которых периодически навещали его в Доминике, пригласили его обратно в Гану, где они заботились о нём в городе Агоманья. На праздновании его 100-летия гостем был президент Доминики Николас Ливерпуль.
Бауэрс умер в возрасте 102 лет 5 ноября 2012 года в Агоманье в Восточном регионе Ганы. Он был похоронен в соборе Святого Духа в Аккре.